# Lijst van voetbalinterlands Barbados - Saint Kitts en Nevis
Deze lijst van voetbalinterlands is een overzicht van alle officiële voetbalwedstrijden tussen de nationale teams van Barbados en Saint Kitts en Nevis. De landen speelden tot op heden twaalf keer tegen elkaar. De eerste ontmoeting, een vriendschappelijke wedstrijd, vond plaats in Bridgetown op 12 maart 1995. Het laatste duel, eveneens een vriendschappelijke wedstrijd, werd gespeeld op 6 mei 2017 in Basseterre.

## Wedstrijden
| №  | Plaats         | Datum             | Competitie                      | Wedstrijd                       | Uitslag |
| -- | -------------- | ----------------- | ------------------------------- | ------------------------------- | ------- |
| 1  | Bridgetown     | 12 maart 1995     | Vriendschappelijk               | Barbados – Saint Kitts en Nevis | 0 – 1   |
| 2  | Bridgetown     | 1 maart 1998      | Vriendschappelijk               | Barbados – Saint Kitts en Nevis | 6 – 2   |
| 3  | Bridgetown     | 17 februari 2000  | Vriendschappelijk               | Barbados – Saint Kitts en Nevis | 1 – 0   |
| 4  | Basseterre     | 27 juli 2002      | Vriendschappelijk               | Saint Kitts en Nevis – Barbados | 3 – 0   |
| 5  | Bridgetown     | 13 juni 2004      | WK 2006 kwalificatie            | Barbados – Saint Kitts en Nevis | 0 – 2   |
| 6  | Basseterre     | 19 juni 2004      | WK 2006 kwalificatie            | Saint Kitts en Nevis – Barbados | 3 – 2   |
| 7  | Saint John's   | 20 september 2006 | Caribbean Cup 2007 kwalificatie | Barbados – Saint Kitts en Nevis | 1 – 1   |
| 8  | Basseterre     | 28 september 2008 | Caribbean Cup 2008 kwalificatie | Saint Kitts en Nevis – Barbados | 1 – 3   |
| 9  | Kingstown      | 6 oktober 2010    | Caribbean Cup 2010 kwalificatie | Barbados – Saint Kitts en Nevis | 1 – 1   |
| 10 | Port-au-Prince | 8 oktober 2014    | Caribbean Cup 2014 kwalificatie | Saint Kitts en Nevis − Barbados | 2 − 3   |
| 11 | Bridgetown     | 10 mei 2015       | Vriendschappelijk               | Barbados − Saint Kitts en Nevis | 1 − 3   |
| 12 | Basseterre     | 6 mei 2017        | Vriendschappelijk               | Saint Kitts en Nevis − Barbados | 2 − 1   |

## Samenvatting
| Competitie                 | Totaal gespeeld | Winst Barbados | Gelijk | Winst St. Kitts-Nev. | Doelsaldo Barbados – St. Kitts-Nev. |
| -------------------------- | --------------- | -------------- | ------ | -------------------- | ----------------------------------- |
| WK-kwalificatie            | 2               | 0              | 0      | 2                    | 2 − 5                               |
| Caribbean Cup-kwalificatie | 4               | 2              | 2      | 0                    | 8 − 5                               |
| Vriendschappelijk          | 6               | 2              | 0      | 4                    | 9 − 11                              |
| Totaal                     | 12              | 4              | 2      | 6                    | 19 − 21                             |

Wedstrijden bepaald door strafschoppen worden, in lijn met de FIFA, als een gelijkspel gerekend.